# Santo Hugo (título cardinalício)
Santo Hugo (em latim, S. Hugonis) é um título cardinalício instituído em 26 de novembro de 1994 pelo Papa João Paulo II.

## Titulares protetores
- Emmanuel Wamala (1994-)